# عبد الله مخلص
عبد الله مخلص (1878-1947) هو مؤلف ومترجم فلسطيني، ولد في بلدة عنتاب في جنوب تركيا تلقى تعليمة في المكتب الرشدي في مدينة حيفا وحصل على شهادته وهو في الثانية عشرة من عمره ولم يكمل تعليمه، ويتكلم التركية العثمانية والفارسية إلى جانب العربية.

## حياته
إنتقل إلى جنين مع والده وتدرب في إحدى الدوائر الحكومية وتعلم من خلالها الكتابة والقراءة، وكان أول عمل لعبد الله في بلدية قضاء جنين عام 1893، ثم أصبح أمين صندوق البلدية عام 1896. ثم عُين كاتباً في فرع المصرف الزراعي بلواء نابلس، بعد عامين ترأس أمانة الصندوق في المصرف ومن بعدها أصبح مدير محاسبة الفرع المذكور في جنين، ثم إنتقل إلى قضاء صور عام 1906، استقال من عمله في المصرف الزراعي عام 1907 وعُيّن في فرع الاستثمار التابع لإدارة سكة حديد الحجاز في حيفا، وبعد عامين ترأس الفرع فعمل على تأليف جمعية تدافع عن مصالح العاملين باسم "جمعية تعاون موظفي سكة الحديد" ولم تستمر، وعمل أيضاً بالتجارة بسوق حيفا، ثم عُين مديرًا للأوقاف الإسلامية بمدينة القدس عام 1938، كذلك أنتخب عضوًا بالمجمع العلمي العربي ونشر بمجلته عدة أبحاث تاريخية عام 1927.

## أعماله
ألف وترجم العديد من الكتب وكتب في الكثير من المجلات منها:

### المجلات
1. مجلة المقتبس لصاحبها محمد كرد علي.
2. مجلة النفائس العصرية لصاحبها خليل بيدس.
3. مجلة المجمع العلمي العربي في دمشق.
4. مجلة الزهراء القاهرية محب الدين الخطيب.
5. مجلة الكشاف البيروتية.

### الكتب
| الرقم | اسم الكتاب                                                | الرقم | اسم الكتاب                       |
| ----- | --------------------------------------------------------- | ----- | -------------------------------- |
| 1     | مئذنة الجامع الأبيض في الرملة 1923                        | 2     | أدوات الحرب عند العرب            |
| 3     | المسلمون والنصارى 2009                                    | 4     | تاريخ بيت لحم                    |
| 5     | جب يوسف يوسف الصديق قبرة 1927                             | 6     | تاريخ المسجد الأقصى 1947         |
| 7     | الإشارة إلى من نال الوزارة لابن الصيرفي 1924              | 8     | تاريخ صفد                        |
| 9     | فاتحة الفتوحات العثمانية ( ترجمة) 1910                    | 10    | تاريخ الخليل                     |
| 11    | سيرة الفاتح في تاريخ السلطان محمد الفاتح (ترجمة) 1910     | 12    | أعلام الإسلام في مواطن الأنبياء. |
| 13    | بديعية العميان المسماة الحلة السيرا في مدح خير الورى 1929 | 14    | صاحب مختار الصحاح 1919           |